# Google Vermisstensuche
Die Google Vermisstensuche (engl. Google Person Finder) ist ein von Google.org bereitgestellter Onlinedienst, der es ermöglicht vermisste Personen nach einer Naturkatastrophe leichter zu finden. Überlebende, Verwandte und Nahestehende können dort nach Informationen über den jeweiligen Zustand und Aufenthaltsort suchen oder neue Informationen veröffentlichen.
Der Dienst wurde 2010 von einigen Google-Entwicklern nach dem Erdbeben von Haiti veröffentlicht. Mittlerweile wird die Vermisstensuche vom „Google Crisis Response Team“ verwaltet, das zusätzlich noch weitere Software-Lösungen, wie z. B. eine Karte bzw. Satellitenbilder des Katastrophengebiets, zur Verfügung stellt.

## Funktionen
Nutzer können ein Foto des Vermissten auf der Google-Plattform teilen und Informationen darüber geben, wo dieser zuletzt gesehen wurde. Der Eintrag wird aktualisiert, sobald ein anderer Nutzer meldet, dass er die vermisste Person gesehen hat. Die Suche ist nicht permanent verfügbar, sondern wird je nach Ermessen von Google für eine bestimmte Bedarfszeit freigeschaltet.
Die Google Vermisstensuche ist in der Programmiersprache Python geschrieben und wird in der Google App Engine gehostet. Sie lässt sich auch in andere Websites einbinden. Das Projekt ist Open Source und der Quelltext ist auf GitHub verfügbar.
Der Dienst verwendet den Datenstandard „PFIF“, der 2005 veröffentlicht wurde. Dieser entstand, nachdem es unüberschaubar viele Online-Datenbanken, die untereinander inkompatible Eingabeformate nutzten, zur Suche von Vermissten nach den Terroranschlägen vom 11. September 2001 und dem Hurrikan Katrina gab.
In der Datenbank waren 2011 mehr als 600.000 Einträge. Facebook hat mit dem Facebook Safety Check einen ähnlichen Dienst entwickelt.

## Bisherige Einsätze
Die nächsten beiden Einsätze, nach dem Erdbeben in Haiti, waren nach dem Erdbeben Februar 2011 in Neuseeland und drei Wochen später nach dem Tōhoku-Erdbeben und dem daraus resultierenden Tsunami März 2011 in Japan. Auch nach dem Taifun Haiyan auf den Philippinen 2013 und nach dem schweren Erdbeben in Nepal April 2015 kam die Vermisstensuche zum Einsatz.

## Kritik
Der Dienst wurde 2011 kritisiert, nachdem falsche Todeseinträge in dem System hinterlegt wurden.